# Tatort: Mord unter Misteln
Mord unter Misteln ist ein Fernsehfilm aus der Krimireihe Tatort. Der vom Bayerischen Rundfunk produzierte Beitrag ist die 1219. Tatort-Episode und wurde am 26. Dezember 2022 im SRF, im ORF und im Ersten ausgestrahlt.
Es ist der 91. Film des Münchner Ermittlerduos Batic und Leitmayr. Statt einer üblichen Ermittlung spielen die beiden ein Krimidinner, in dem sie einen fiktiven Fall im Jahre 1922 zu lösen haben.

## Handlung
Die Kommissare Batic und Leitmayr lassen sich von ihrem Assistenten Kalli überreden, an einem Krimidinner mit den Kollegen teilzunehmen, und sollen nun als „Constable Partridge“ und „Chief Inspector Lightmyer“ den Mörder in einem englischen Herrenhaus finden. Zunächst sind sie von der Idee wenig begeistert, spielen aber letztlich mit und verkleiden sich auch wie die anderen Teilnehmer stilecht. Alle Mitspieler sind ebenfalls von der Münchener Polizei, schlüpfen allerdings in fiktive Rollen aus dem Jahr 1922. Parallel zum Krimidinner am Tisch findet die Ausgestaltung als Einblendung im tatsächlichen Herrenhaus mit zeitgenössischer Kulisse und z. B. perfekter Kleidung statt und geht für den Zuschauer über die Szenerie eines Krimidinners hinaus.
Der Fall beginnt, in dem am Nachmittag von Heiligabend der Butler des Hauses unter dem Ausruf der Worte „Gift, Gift“ zusammenbricht. Der anwesende Arzt verabreicht ihm ein Präparat in einer Spritze, der Tod des Butlers wird später festgestellt. Es entspinnt sich eine komplizierte Handlung, in der alle beteiligten Figuren mehr oder weniger verdächtig sind, und nach und nach kommt zwischen diesen das Beziehungsgeflecht zum Vorschein. Zwischenzeitlich wird die fiktive Handlung in der zeitgenössischen Szene mehrmals unterbrochen und die Darsteller diskutieren am Tisch des Krimi-Dinners außerhalb ihrer Rollen den Fall, bevor das Spiel weitergeht. Am Ende wird die von Kalli gespielte Figur als Täter enttarnt. Zur Rahmenhandlung gehört, dass Leitmayr und Batic sich in einem Konflikt befinden und das Spiel dazu dienen sollte, sich wieder zu versöhnen. Hintergrund des Konfliktes war, dass Batic sich nach Möglichkeiten des Ruhestandes erkundigt hatte, ohne seinem langjährigen Kollegen davon zu erzählen, was dieser indirekt erfuhr und als Affront empfand. Zum Ende, nach der gemeinsamen Lösung durch die beiden, sprechen sie sich aus und versöhnen sich wieder.

## Hintergrund
Der Film wurde unter dem Arbeitstitel Krimidinner vom 3. November 2021 bis zum 1. Dezember 2021 in München, im Schloss Oettingen sowie weiteren Schlössern im Landkreis Donau-Ries gedreht. Für die Außenaufnahmen bei Nacht diente das Schloss Dennenlohe in Mittelfranken als Kulisse. Die Premiere erfolgte am 2. November 2022 auf den Biberacher Filmfestspielen.

## Rezeption

### Kritiken
Rainer Tittelbach von Tittelbach.tv schrieb: „Der ‚Tatort‘ auf Agatha Christies Spuren. Weihnachten 1922, ein very britisches Herrenhaus. Ein toter Butler. Einige wenige Verdächtige. Die Einheit von Raum, Zeit und Handlung. Viel Dialog in einer verspielt antiquierten Sprache. ‚Mord unter Misteln‘ (Bavaria Fiction) wirkt im Rahmen des ARD-Krimiflaggschiffs 2022 wie eine Innovation, obwohl sich der Film […] auf eine der ältesten Krimi-Traditionen beruft: das kollektive Mörder-Raten. Der besondere Reiz dieser erfrischend altmodischen Krimierzählung ist der Salonstück- und Ensemble-Gedanke. Die Verdächtigen kommen nicht sukzessive ins Spiel, sondern alle potenziellen Mörder geben sich von Beginn an die Ehre. Zum Genre gehört auch: viel verbalisierter Plot, Klischee-Konstellationen und wenig Psychologie. Dafür gibt es Komik, ein bisschen Sarkasmus, Spiel-im-Spiel-Ironie, ja sogar Selbstreferentialität. Alles bleibt moderat meta. So ist dieser liebevoll inszenierte, gut besetzte Kammerspielkrimi ein ziemlich perfektes Festagsfamilienfernsehprogramm.“
Bei der Süddeutschen Zeitung meinte Holger Gertz: „Diesmal ist es solide, Regisseur Jobst Oetzmann und Autor Robert Löhr bieten mit ‚Mord unter Misteln‘ einen Familienfilm an, von dessen Ausstattung die Protagonisten selbst erstaunt sind. […] Aus der Krimi-Kategorie fällt das Stück raus, weil ein Krimi irgendwie dann doch spannend zu sein hat, ‚Mord unter Misteln‘ ist es nicht. Dafür aber gemütlich. Man macht sich gern noch einen Tee. Und sieht, dass Lightmyer und Partridge am Ende doch wieder Leitmayr und Batic sind, zwei alte Knaben im lockigen Haar. Wer das erleben will, muss aber lange durchhalten.“
Christian Buß urteilte für spiegel.de und schrieb: „Kostüm-Klamauk für das lädierte Feiertagspublikum? Schulaufführung für ganz Schlaue? Retro-Krimi mit zweiter Ebene? Der ›Tatort‹-Betriebsausflug ins England des Jahres 1922 löst sich, sorry Spoiler, am Ende mit einer sehr dünnen dramaturgischen Pointe versöhnlich auf.“
Die Stuttgarter Nachrichten kamen zu dem Urteil: „Streng genommen war das nicht wirklich ein ‚Tatort‘. Auch hat jetzt der Nervenkitzel gefehlt. Aber die Kostüme, die Hommage an Agatha Christie, das macht an einem Weihnachtsabend Spaß – Experiment geglückt.“

### Einschaltquoten
Die Erstausstrahlung des Films am 26. Dezember 2022 wurde in Deutschland von 4,09 Millionen Zuschauern gesehen und erreichte einen Marktanteil von 14,1 % für Das Erste.